# Albumy numer jeden w roku 2022 (Korea Południowa)
Circle Album Chart – południowokoreańska lista przebojów, na której znajdują się najlepiej sprzedające się albumy Korei Południowej. Jest częścią Circle Chart, który został uruchomiony w lutym 2010 roku jako Gaon Chart. Dane są zestawiane przez Ministerstwo Kultury, Sportu i Turystyki oraz Korea Music Content Industry Association na podstawie tygodniowych/miesięcznych fizycznych sprzedaży albumów przez sześć głównych południowokoreańskich dystrybutorów: Kakao Entertainment, SM Entertainment, Sony Music Korea, Warner Music Korea, Universal Music i Stone Music Entertainment.
Po ogłoszeniu danych dotyczących 27. tygodnia oraz miesięcznej listy przebojów czerwca, Gaon Album Chart został przemianowany na Circle Album Chart zgodnie z rebrandingiem Gaon na Circle. Ogłoszono również, że sprzedaż albumów będzie publikowana na liście co tydzień.

## Wykresy tygodniowe
| Data publikacji | Album                                   | Wykonawca           | Sprzedaż      | Źródło |
| --------------- | --------------------------------------- | ------------------- | ------------- | ------ |
| 1 stycznia      | Universe                                | NCT                 | Nie ujawnione | [ 6 ]  |
| 8 stycznia      | First Impact                            | Kep1er              | Nie ujawnione | [ 7 ]  |
| 15 stycznia     | Dimension: Answer                       | Enhypen             | Nie ujawnione | [ 8 ]  |
| 22 stycznia     | 2021 Winter SM Town: SMCU Express       | SM Town             | Nie ujawnione | [ 9 ]  |
| 29 stycznia     | In:vite U                               | Pentagon            | Nie ujawnione | [ 10 ] |
| 5 lutego        | Crazy in Love                           | Itzy                | Nie ujawnione | [ 11 ] |
| 12 lutego       | Pilmography                             | Wonpil              | Nie ujawnione | [ 12 ] |
| 19 lutego       | The Second Step: Chapter One            | Treasure            | Nie ujawnione | [ 13 ] |
| 26 lutego       | Young-Luv.com                           | STAYC               | Nie ujawnione | [ 14 ] |
| 5 marca         | The Road: Winter for Spring             | Super Junior        | Nie ujawnione | [ 15 ] |
| 12 marca        | Ad Mare                                 | Nmixx               | Nie ujawnione | [ 16 ] |
| 19 marca        | Oddinary                                | Stray Kids          | Nie ujawnione | [ 17 ] |
| 26 marca        | Liberty: In Our Cosmos                  | Cravity             | Nie ujawnione | [ 18 ] |
| 2 kwietnia      | Glitch Mode                             | NCT Dream           | Nie ujawnione | [ 19 ] |
| 9 kwietnia      | Love Dive                               | Ive                 | Nie ujawnione | [ 20 ] |
| 16 kwietnia     | The ReVe Festival 2022 – Feel My Rhythm | Red Velvet          | Nie ujawnione | [ 21 ] |
| 23 kwietnia     | Glitch Mode                             | NCT Dream           | Nie ujawnione | [ 22 ] |
| 30 kwietnia     | Shape of Love                           | Monsta X            | Nie ujawnione | [ 23 ] |
| 7 maja          | Im Hero                                 | Lim Young-woong     | Nie ujawnione | [ 24 ] |
| 14 maja         | Minisode 2: Thursday's Child            | Tomorrow X Together | Nie ujawnione | [ 25 ] |
| 21 maja         | Drive to the Starry Road                | Astro               | Nie ujawnione | [ 26 ] |
| 28 maja         | Face the Sun                            | Seventeen           | Nie ujawnione | [ 27 ] |
| 4 czerwca       | Beatbox                                 | NCT Dream           | Nie ujawnione | [ 28 ] |
| 11 czerwca      | Proof                                   | BTS                 | Nie ujawnione | [ 29 ] |
| 18 czerwca      | Proof                                   | BTS                 | Nie ujawnione | [ 30 ] |
| 25 czerwca      | Im Nayeon                               | Nayeon              | Nie ujawnione | [ 31 ] |
| 2 lipca         | From Our Memento Box                    | Fromis 9            | 138 182       | [ 32 ] |
| 9 lipca         | Girls                                   | Aespa               | 1 426 487     | [ 33 ] |
| 16 lipca        | Checkmate                               | Itzy                | 700 000       | [ 34 ] |
| 23 lipca        | Sector 17                               | Seventeen           | 1 316 712     | [ 35 ] |
| 30 lipca        | The World EP.1: Movement                | Ateez               | 810 232       | [ 36 ] |
| 6 sierpnia      | The World EP.1: Movement                | Ateez               | 164 757       | [ 37 ] |
| 13 sierpnia     | New Jeans                               | NewJeans            | 335 588       | [ 38 ] |
| 20 sierpnia     | Be Aware                                | The Boyz            | 439 600       | [ 39 ] |
| 27 sierpnia     | After Like                              | Ive                 | 1 081 201     | [ 40 ] |
| 3 września      | Gasoline                                | Key                 | 81 461        | [ 41 ] |
| 10 września     | Malus                                   | Oneus               | 157 314       | [ 42 ] |
| 17 września     | Born Pink                               | Blackpink           | 2 141 281     | [ 43 ] |
| 24 września     | Entwurf                                 | Nmixx               | 483 736       | [ 44 ] |
| 1 października  | New Wave                                | Cravity             | 183 792       | [ 45 ] |
| 8 października  | Maxident                                | Stray Kids          | 1 602 930     | [ 46 ] |
| 15 października | Maxident                                | Stray Kids          | 736 394       | [ 47 ] |
| 22 października | I Love                                  | (G)I-dle            | 637 090       | [ 48 ] |
| 29 października | The Astronaut                           | Jin                 | 508 662       | [ 49 ] |
| 5 listopada     | Maxident                                | Stray Kids          | 389 507       | [ 50 ] |
| 12 listopada    | The Astronaut                           | Jin                 | 224 390       | [ 51 ] |
| 19 listopada    | Last Scene                              | Chen                | 85 171        | [ 52 ] |
| 26 listopada    | On and On                               | Tempest             | 86 392        | [ 53 ] |
| 3 grudnia       | Cheshire                                | Itzy                | 779 525       | [ 54 ] |
| 10 grudnia      | Proof                                   | BTS                 | 163 723       | [ 55 ] |
| 17 grudnia      | The Road: Celebration                   | Super Junior        | 147 253       | [ 56 ] |
| 3 grudnia       | Candy                                   | NCT Dream           | 1 341 794     | [ 57 ] |
| 31 grudnia      | Spin Off: From the Witness              | Ateez               | 252 291       | [ 58 ] |

## Wykresy miesięczne
| Miesiąc     | Album                        | Wykonawca  | Sprzedaż  | Źródło |
| ----------- | ---------------------------- | ---------- | --------- | ------ |
| Styczeń     | Dimension: Answer            | Enhypen    | 723 478   | [ 59 ] |
| Luty        | The Second Step: Chapter One | Treasure   | 617 748   | [ 60 ] |
| Marzec      | Glitch Mode                  | NCT Dream  | 1 646 949 | [ 61 ] |
| Kwiecień    | Love Dive                    | Ive        | 544 339   | [ 62 ] |
| Maj         | Face the Sun                 | Seventeen  | 2 239 351 | [ 63 ] |
| Czerwiec    | Proof                        | BTS        | 2 957 410 | [ 64 ] |
| Lipiec      | Girls                        | Aespa      | 1 645 255 | [ 65 ] |
| Sierpień    | After Like                   | Ive        | 1 110 177 | [ 66 ] |
| Wrzesień    | Born Pink                    | Blackpink  | 2 457 206 | [ 67 ] |
| Październik | Maxident                     | Stray Kids | 2 748 722 | [ 68 ] |
| Listopad    | Cheshire                     | Itzy       | 779 455   | [ 69 ] |
| Grudzień    | Candy                        | NCT Dream  | 1 395 187 | [ 70 ] |